# Three of a Perfect Pair (chanson)
Cet article concerne la chanson de King Crimson. Pour l'album de King Crimson, voir Three of a Perfect Pair.
Singles de King Crimson
Heartbeat
(1982) Sleepless
(1984)
Three of a Perfect Pair est la première chanson de l'album Three of a Perfect Pair, du groupe King Crimson, et qui a également donné son nom à un single, paru en 1984.
La chanson a été reprise en 2006 par le groupe de metal progressif Between the Buried and Me, sur leur album de reprises The Anatomy Of....

## Titres
1. Three of a Perfect Pair (Belew, Bruford, Fripp, Levin) - 4:13
2. Man With an Open Heart (Belew, Bruford, Fripp, Levin) - 3:06

## Musiciens
- Robert Fripp : guitare
- Adrian Belew : guitare, chant
- Tony Levin : basse, Chapman Stick, synthétiseur, chant
- Bill Bruford : batterie